# 国際信号旗

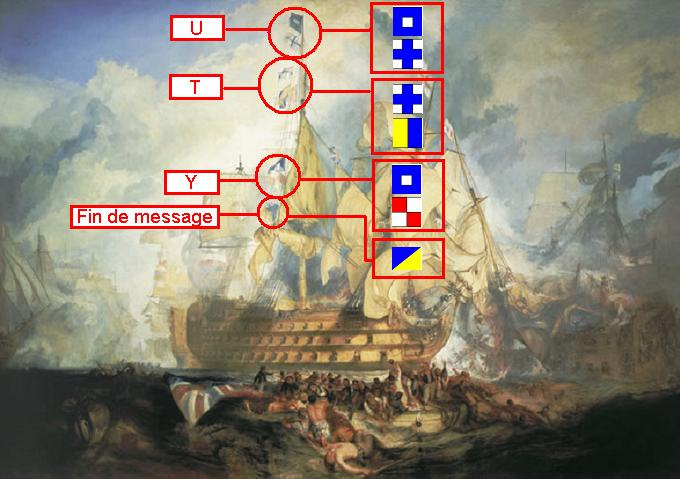
ターナーの絵『トラファルガーの戦い』より
「英国は各員がその義務を尽くすことを期待する」の後ろの部分を意味する。

国際信号旗（こくさいしんごうき、international maritime signal flags）は、海上において船舶間での通信に利用される世界共通の旗である。その使い方は国際信号書（こくさいしんごうしょ、International Code of Signals; INTERCO）によって定められており、国際信号旗による信号を旗旒信号（きりゅうしんごう、Flag Signalling）と呼ぶ。

## 概要

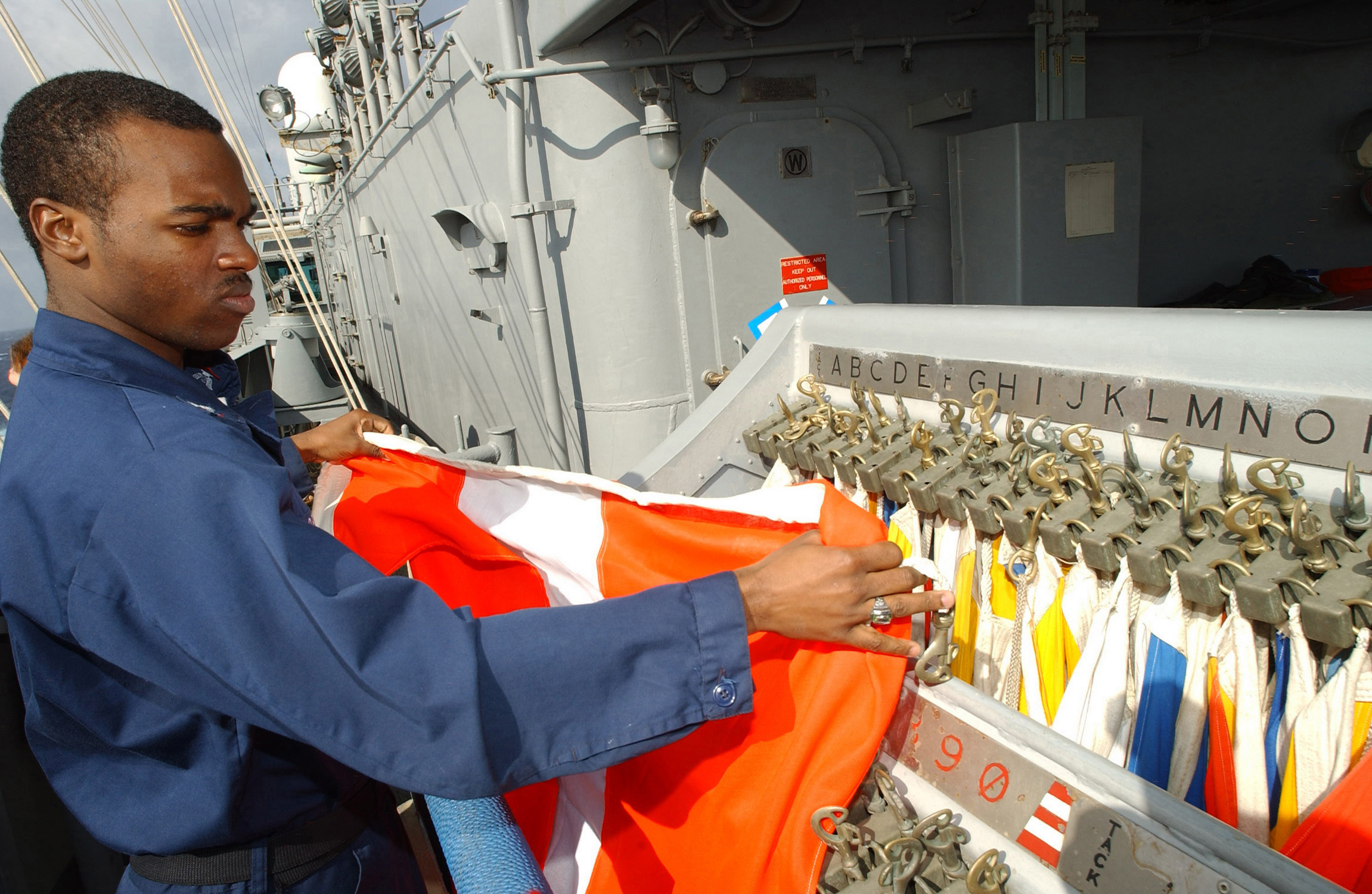
ラックにある信号旗をチェックするジョージ・ワシントンの乗組員。この艦では3組が用意されている。

中世ヨーロッパでは、船舶間の通信に旗を用いることが行われてきていた。18世紀にはイギリスのリチャード・ハウが主に数字を意味する複数の信号旗を用い、その数字を符号として単語に置き換え、旗の掲揚を繰り返すことで、文章も含めた通信を行なう方法を考案した。これはホーム・リッグス・ポップハムによって改良され、トラファルガーの海戦でも通信に使用された。これらが発展し、1857年に国際信号書として、国際信号旗が定められた。
旗旒信号は、1つの旗が一つのアルファベット、数字（またはひらがな）に対応している。さらに符字として、1つの旗にある特定の意味をもたせており、例としては、ダイビング支援船は“A旗”を掲げて、自船が現在潜水作業を実施している旨を他船に知らせる。このほか、ヨットやディンギー競走においては特別なコードが用いられる。例としてP旗は「準備せよ」、S旗は「コースの短縮」を意味している。また、砕氷船と被援助船の通信においても、特別なコードが用いられる。例として砕氷船によるA旗は「前進せよ（氷間水路を進行せよ）」、被援助船によるA旗は「本船は前進し（ようとし）ている、本船は氷間水路を進行し（ようとし）ている」を意味している。日本では、U旗を津波を知らせる津波フラッグとしても使用している。
取り出しやすいように通常は甲板上に専用のラックを設けている。
NATOでは別途、専用のコードも用意している。

## 文字旗

### 1字信号
通常ならばA,B,C（エー、ビー、シー）と読むが、『B』や『D』（ビーやディー）などの誤解を招くため、フォネティックコードが使われている。尚、このコードは航空無線にも利用されている。
| 文字 | フォネティックコード による発音 | 旗 | 意味 |
| ---- | ------------------------------- | -- | --- |
| A    | アルファ (Alfa)                 |    | 本船で潜水夫が活動中。徐速して通過せよ。                                                                |
| B    | ブラヴォー (Bravo)              |    | 危険物の運搬、積み降ろし中（英国海軍で弾薬の積み込みにおいて使用されていた）。                          |
| C    | チャーリー (Charlie)            |    | 肯定。イエス。                                                                                          |
| D    | デルタ (Delta)                  |    | 注意せよ。本船は操縦が困難である。                                                                      |
| E    | エコー (Echo)                   |    | 本船は右に針路変更中。                                                                                  |
| F    | フォックストロット (Foxtrot)    |    | 本船は操縦不能。本船と通信をせよ。                                                                      |
| G    | ゴルフ (Golf)                   |    | 水先人を求む。 本船は揚網中である（漁場で接近して操業している漁船によって用いられた場合）。             |
| H    | ホテル (Hotel)                  |    | 水先人が乗船中。                                                                                        |
| I    | インディア (India)              |    | 本船は左に針路変更中。                                                                                  |
| J    | ジュリエット (Juliett)          |    | 本船を十分に避けよ。本船は火災中で、積荷に危険物がある、または危険物を流出させている。                  |
| K    | キロ (Kilo)                     |    | 本船は貴船との通信を求める。                                                                            |
| L    | リマ (Lima)                     |    | 貴船はただちに停船されたい。                                                                            |
| M    | マイク (Mike)                   |    | 本船は停船中。行き足なし。 (スコットランド旗と似ているが、青の濃度や縦横比が異なる)                     |
| N    | ノヴェンバー (November)         |    | 否定。ノー。                                                                                            |
| O    | オスカー (Oscar)                |    | 海中への転落者あり。                                                                                    |
| P    | パパ (Papa)                     |    | 港内 - 出航準備中にて乗務員は帰船せよ。 洋上 - 本船の魚網が障害物に絡まっている（漁船が使用した場合）。 |
| Q    | ケベック (Quebec)               |    | 本船乗組員の健康に問題なし。検疫に関する通行許可求む。（Quarantineから）                                |
| R    | ロメオ (Romeo)                  |    | ラジャー、信号を確認した（肯定否定は無関係）。                                                          |
| S    | シエラ (Sierra)                 |    | 本船は機関を後進にかけている。                                                                          |
| T    | タンゴ (Tango)                  |    | 本船を避けよ。本船は2艘引きのトロールに従事中。                                                         |
| U    | ユニフォーム (Uniform)          |    | 洋上-貴船の進路に危険あり。 港内-津波の危険あり。                                                       |
| V    | ヴィクター (Victor)             |    | 援助を求む。                                                                                            |
| W    | ウィスキー (Whiskey)            |    | 医療の助力を求む。                                                                                      |
| X    | Xレイ (X-ray)                   |    | 本船の信号に注意せよ。                                                                                  |
| Y    | ヤンキー (Yankee)               |    | 本船は走錨中である。                                                                                    |
| Z    | ズールー (Zulu)                 |    | 本船にタグボートを求む。 本船は投網中である（漁場で接近して操業している漁船によって用いられた場合）。   |

### 1字信号の補足的用法
1字信号には、以下のように数字を伴って使用する補足的な用法がある。
| 文字 | フォネティックコードによる発音 | 直後に置かれる数字 | 意味                                                    |
| ---- | ------------------------------ | ------------------ | ------------------------------------------------------- |
| A    | アルファ (Alfa)                | 3桁                | 方位角または方位                                        |
| C    | チャーリー (Charlie)           | 3桁                | 進路（針路）                                            |
| D    | デルタ (Delta)                 | 2桁、4桁、6桁      | 日付                                                    |
| G    | ゴルフ (Golf)                  | 4桁、5桁           | 経度（最後の2けたは分、前の2けたまたは3けたは度を表す） |
| L    | リマ (Lima)                    | 4桁                | 緯度（最後の2けたは分、前の2けたは度を表す）            |
| R    | ロメオ (Romeo)                 | 1桁またはそれ以上  | 距離（単位：海里）                                      |
| S    | シエラ (Sierra)                | 1桁またはそれ以上  | 速度（単位：ノット）                                    |
| T    | タンゴ (Tango)                 | 4桁                | 地方時 (Local Time)                                     |
| V    | ヴィクター (Victor)            | 1桁またはそれ以上  | 速度（単位：キロメートル毎時）                          |
| Z    | ズールー (Zulu)                | 4桁                | 協定世界時                                              |

ただし、発音のイントネーションは通常の英単語でのものとは大きく異なる。

### 2字信号の例
- “C”“B”の順に並べて掲げると「至急救援を求める」の意になる[3]。
- “M”“J”の順に並べて掲げると「貴船の医師の派遣を求む」の意になる[4]。
- “N”“C”の順に並べて掲げると「本船は遭難した。至急救援を求める」（遭難信号）の意になる[3]。
- “U”“W”の順に並べて掲げると「貴船の安全なる航海（御安航）を祈る」の意になる（民間船から敬礼を受けた軍艦が答礼と共に掲げる。また盛大に出航式を行なった船に向けて、港が掲げる）[3]。
- “S”“N”の順に並べて掲げると即時停船要求。航行を続けたり「R」旗を掲げないなど、無視した場合は攻撃を受ける[3]。

### 3字信号の例
- 信号「UW」に“1”を追加して掲げると「協力に感謝する。御安航を (Thank your cooperation,  bon voyage)」[3]の意に。“2”を追加して掲げると「ようこそ (Welcome)」、"3"を追加して掲げると「お帰りなさい (Welcome home)」となるが、この2つは1990年前後の改訂で追加されている。
- 救難信号「CB」に“4”を追加して掲げると原因が座礁[3]、“6”を追加して掲げると原因が火災の意になる[3]。
- Mから始まる英字の3字信号は医療支援に使われる。
  - “M”“A”“A”の順に並べて掲げると「本船は緊急の医学的な助言を求める」の意になる[3]。
  - “M”“C”“C”の順に並べて掲げると「患者は脈拍微弱、測定不能」の意[3]、最後の“C”が“X”になると「意識混濁」の意になる[3]。
  - “M”“P”“F”の順に並べて掲げると「患者は改善している」の意[3]、“F”ではなく“R”になると「患者は死んだ」の意になる[3]。

## 数字
| 種類   | 0 | 1 | 2 | 3 | 4 | 5 | 6 | 7 | 8 | 9 |
| ------ | - | - | - | - | - | - | - | - | - | - |
| 旗     |   |   |   |   |   |   |   |   |   |   |
| NATO旗 |   |   |   |   |   |   |   |   |   |   |

## その他

### 代表旗
|                     |                     |                     |                     |
| 第1代表旗 (1st SUB) | 第2代表旗 (2nd SUB) | 第3代表旗 (3rd SUB) | 第4代表旗 (4th SUB) |

信号旗が1組しかない場合に重複する信号旗の代用として使用する旗。第○代表旗は「第○番目と同じ信号旗」として解釈する。
| "N"     |
| "O"     |
| "NO"    |
| "NON"   |
| "NOO"   |
| "NOON"  |
| "NONO"  |
| "NONON" |
| "NONNN" |

### 回答旗
|                      |
| 回答旗 (CODE or ANS) |

- 受信側 - 信号を解読したら全揚する。送信側は相手の受信を確認してから示している信号旗を降旗する。送信側の信号旗が降ろされたら受信継続を半揚して示しながら次の信号に備える。
- 送信側 - 小数点として用いる。
- 軍艦が商船と国際信号旗で通信する場合、軍艦は民用信号を回答旗に続けて掲揚する。

### NATO信号旗
NATO加盟諸国が使用する海軍信号旗。海上自衛隊信号旗も同様。
|                 |               |                |                |
| STATION（占位） | PREP（準備）  | INT（疑問）    | NEGAT（否定）  |
|                 |               |                |                |
| PORT（取舵）    | STBD（面舵）  | SCREEN（直衛） | DESIG（指示）  |
|                 |               |                |                |
| FORM（陣形）    | TURN（斉動）  | CORPEN（方向） | SPEED（速力）  |
|                 |               |                |                |
| FLOT（群）      | SQUAD（戦隊） | DIV（隊）      | SUBDIV（小隊） |
|                 |               |                |                |
| EMERG（緊急）   |               |                |                |

### 派生した旗
| 旗 | 文字 | 用途                         |
| -- | ---- | ---------------------------- |
|    | C    | 連合軍軍政期のドイツの商船旗 |
|    | D    | アメリカ統治下の沖縄の商船旗 |
|    | E    | SCAJAP旗                     |
|    | O    | アメリカ所有船の旗           |
|    | 7    | 警備隊で暫定的に使用された旗 |